# Mangawhai
Mangawhai ist ein Ort im Kaipara District der Region Northland auf der Nordinsel von Neuseeland.

## Namensherkunft
Der Name des Ortes setzt sich aus zwei Teilen zusammen, „manga“, das in der Sprache der Māori „Fluss“ bedeutet und „whai“, das für den Häuptling Te Whai steht, der sich nach einem Angriff der Ngāpuhi auf den Ort Pakiri in die Gegend des heutigen Mangawhai flüchtete.

## Geographie
Der Ort befindet sich rund 49 km südsüdöstlich von Whangārei und rund 19 km nordnordöstlich  von Wellsford direkt am Mangawhai Harbour, der rund 5 km nordöstlich des Ortes seinen Zugang zum Pazifischen Ozean hat. Verkehrstechnisch an den New Zealand State Highway 1 angeschlossen ist der Ort über eine rund 13 km lange nach Westen führende Landstraße, die bei Kaiwaka auf den Highway trifft.

## Bevölkerung
Zum Zensus des Jahres 2013 zählte der Ort mit seinem Umland 1329 Einwohner, 44,8 % mehr als zur Volkszählung im Jahr 2006. Der Ort selbst zählte lediglich 360 Einwohner.